# Михалёв, Борис Викторович
Борис Викторович Михалёв (1925—1983) — старшина Рабоче-крестьянской Красной Армии, участник Великой Отечественной войны, Герой Советского Союза (1943).

## Биография
Борис Михалёв родился 14 мая 1925 года в городе Щёлково Московской области. После окончания неполной средней школы работал слесарем. В январе 1942 года Михалёв был призван на службу в Рабоче-крестьянскую Красную Армию. С сентября 1943 года — на фронтах Великой Отечественной войны, был стрелком мотострелкового батальона 54-й гвардейской танковой бригады 7-го гвардейского танкового корпуса 3-й гвардейской танковой армии Воронежского фронта. Отличился во время битвы за Днепр.
22 сентября 1943 года Михалёв в числе первых в своём подразделении переправился через Днепр на Букринский плацдарм и принял активное участие в его удержании, выбив противника из окопов и продержавшись до переправы всего батальона. В бою за село Трахтемиров Каневского района Черкасской области Украинской ССР он принял активное участие в отражении нескольких немецких контратак.
Указом Президиума Верховного Совета СССР от 17 ноября 1943 года гвардии ефрейтор Борис Михалёв был удостоен высокого звания Героя Советского Союза с вручением ордена Ленина и медали «Золотая Звезда».
После окончания войны в звании гвардии старшины Михалёв был демобилизован. Вернулся в родной город. Скончался 18 сентября 1983 года.
Был также награждён орденом Красной Звезды и рядом медалей.